# Economía de Kirguistán
La economía del Kirguistán ha sido predominantemente agrícola y ganadera, hasta que las medidas industrializadoras de los sucesivos gobiernos soviéticos provocaron una creciente industrialización en casi todos los antiguos territorios de la Unión Soviética.
A pesar de todo, la agricultura y la ganadería constituyen más de la mitad del empleo de la población activa, y alrededor de un 40% del producto interno bruto (PIB). En todo el país, especialmente en las zonas accidentadas, se practicá especialmente la ganadería (ovejas, caballos y reses).
En las zonas más bajas y llanas, existe un fuerte sector agrícola del algodón, y frutas, resultado de una irrigación extensiva. También se cultivan tabaco, seda y flor de opio.
Actualmente, más del 20% del PIB del país proviene del sector industrial, especialmente relacionado con el gran potencial minero de sus tierras. La extracción minera de oro, carbón, antimonio y uranio, entre otros, ha supuesto un importante estímulo para la rápida industrialización.
Existen además, depósitos de petróleo y gas natural, descubiertos recientemente en el valle de Fergana, pero no consiguen satisfacer la demanda interna.
La industria transformadora del cuero, lana y carne es relativamente importante.
Los ríos Naryn y Chu son utilizados para la producción de energía hidroeléctrica, pero en el país existe un gran potencial en este tipo de energía aún por desarrollar.

## Situación actual
A pesar de las grandes donaciones de los países occidentales y del Fondo Monetario Internacional (FMI), la República de Kirguistán ha tenido dificultades económicas tras la independencia.
Inicialmente, estos problemas fueron resultado de la quiebra de los intercambios económicos con el bloque soviético, que resultó en una pérdida de mercados, e impidió la transición a una economía de libre mercado. El gobierno ha reducido los gastos, acabando con la mayor parte de los precios subsidiados, e introduciendo un impuesto de valor añadido. Con esto, el gobierno se muestra confiado en la transición a una economía de libre mercado. Con la estabilización y reforma económica, el país busca establecer un patrón de crecimiento constante a largo plazo. Estas reformas permitieron a Kirguistán acceder a la Organización Mundial de Comercio el 20 de diciembre de 1998.

## Sectores

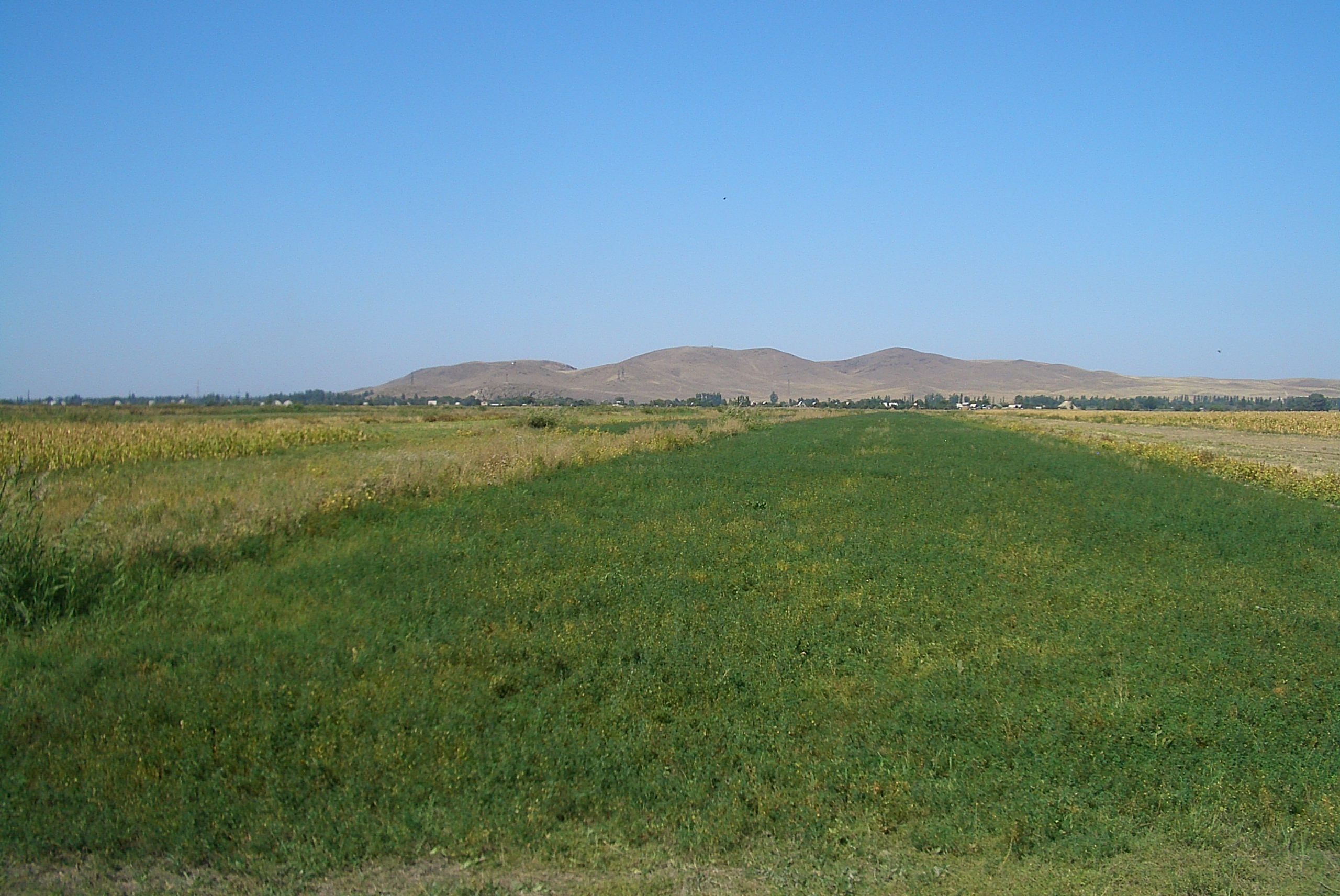
La agricultura y la ganadería constituyen más de la mitad del empleo de la población activa, y alrededor de un 40% del producto interno bruto (PIB).

### Agricultura
La agricultura sigue siendo una parte vital de la economía de Kirguistán y un refugio para los trabajadores desplazados de la industria. La agricultura de subsistencia ha aumentado a principios de la década de 2000. Después de fuertes reducciones a principios de la década de 1990, a principios de la década de 2000 la producción agrícola se acercaba a los niveles de 1991. La producción de cereales en los valles inferiores y el pastoreo de ganado en los pastos de las tierras altas ocupan la mayor parte de la mano de obra agrícola. Los agricultores se están desplazando hacia los cereales alejándose del algodón y el tabaco. Otros productos importantes son los productos lácteos, el heno, la alimentación animal, las patatas, las verduras y la remolacha azucarera. La producción agrícola proviene de parcelas familiares privadas (55% del total), fincas privadas (40%) y fincas estatales (5%)[cita requerida]. Una mayor expansión del sector depende de la reforma bancaria para aumentar la inversión y de la reforma del mercado para agilizar la distribución de insumos. La reforma agraria, un tema controvertido en el país, ha avanzado muy lentamente desde la legislación inicial en 1998.

## Importaciones y exportaciones
| Exportaciones a | Exportaciones a | Importaciones de | Importaciones de |
| País            | Porcentaje      | País             | Porcentaje       |
| --------------- | --------------- | ---------------- | ---------------- |
| Alemania        | 28.7 %          | Rusia            | 23.9 %           |
| Uzbekistán      | 17.7 %          | Uzbekistán       | 13.5 %           |
| Rusia           | 12.9 %          | Kazajistán       | 10.3 %           |
| China           | 8.7 %           | Estados Unidos   | 9.7 %            |
| Kazajistán      | 6.6 %           | Turquía          | 4.8 %            |
| Otros           | 25.4 %          | Otros            | 37.8 %           |